# Philaccolus
Philaccolus es un género de coleópteros adéfagos  perteneciente a la familia Dytiscidae.

## Especies
- Philaccolus elongatus
- Philaccolus lepidus
- Philaccolus lineato
- Philaccolus guttatus
- Philaccolus ondoi
- Philaccolus orthogrammus